# Премьер-министр Ниуэ
Премьер-министр Ниуэ (англ. Prime Minister of Niue) — глава правительства Ниуэ.

## Полномочия
Премьер-министр Ниуэ избирается в ходе непрямых выборов Ассамблеей Ниуэ на трехлетний срок. Возглавляет Кабинет Ниуэ и назначает министров в количестве трёх человек.

## История
19 октября 1974 года после провозглашения свободной ассоциации с Новой Зеландией и принятия конституционного акта Ниуэ первым премьером Ниуэ (Premier of Niue) стал Роберт Рекс. В 2024 году по итогам конституционного референдума новым названием должности стало "Премьер-министр Ниуэ".

## Премьеры Ниуэ (с 1974 года)
Политические партии
- Народная партия Ниуэ
- Независимый

| №     | Портрет | Имя (Годы жизни)            | Пребывание в должности | Пребывание в должности | Политическая партия                                      |
| №     | Портрет | Имя (Годы жизни)            | Вступил                | Покинул                | Политическая партия                                      |
| ----- | ------- | --------------------------- | ---------------------- | ---------------------- | -------------------------------------------------------- |
| 1     |         | Роберт Рекс (1909–1992)     | 19 октября 1974        | 12 декабря 1992        | Независимый (1974–1987) Народная партия Ниуэ (1987–1992) |
| 2     |         | Янг Вивиан (род. 1935)      | 12 декабря 1992        | 9 марта 1993           | Независимый                                              |
| 3     |         | Фрэнк Луи (1935-2021)       | 9 марта 1993           | 26 марта 1999          | Независимый                                              |
| 4     |         | Сани Лакатани (род. 1936)   | 26 марта 1999          | 1 мая 2002             | Народная партия Ниуэ                                     |
| 5 (2) |         | Янг Вивиан (род. 1935)      | 1 мая 2002             | 19 июня 2008           | Народная партия Ниуэ (2002–2003) Независимый (2003–2008) |
| 5     |         | Токе Талаги (1960-2020)     | 19 июня 2008           | 11 июня 2020           | Независимый                                              |
| 6     |         | Далтон Тагелаги (род. 1968) | 11 июня 2020           |                        | Независимый                                              |